# Sommerblut

Georgette Dee im Rahmen der Diven-Gala, Sommerblut 2006

Sommerblut ist das „Festival der Multipolarkultur“ in Köln seit 2002. Es versteht sich als inklusives Kulturfestival, welches unterschiedliche gesellschaftliche, soziale und politische Standpunkte und Identitäten miteinander verbinden will. Im Programm finden sich Veranstaltungen aus den Bereichen Theater, Tanz, Musik, Performances, Ausstellungen – darunter viele Eigenproduktionen. Einige Veranstaltungen sind besonders geeignet für Menschen mit Gehbehinderung, Hörbehinderung oder Sehbehinderung.

## Entwicklung

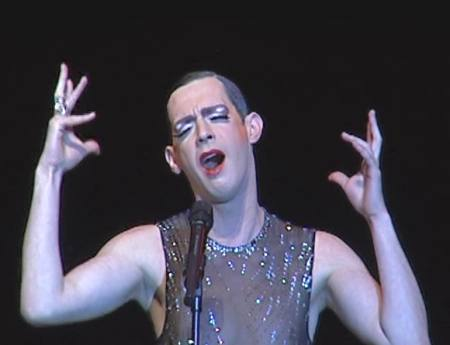
Tim Fischer im Rahmen der Diven-Gala, Sommerblut 2006

Insbesondere Künstler der deutschsprachigen Chanson- und Kabarettszene haben das Festival ursprünglich etabliert, darunter Georgette Dee, Tim Fischer, Désirée Nick und Rainer Bielfeldt, die alle mehrfach teilnahmen. Inzwischen liegt der Fokus eher auf Tanz, Theater und Performances.
Gegründet wurde das Festival 2002 von Rolf Emmerich, der es seitdem leitet. Die Schirmherrschaft hat seit 2002 der ehemalige Kölner Regierungspräsident und ehemalige Oberbürgermeister Jürgen Roters inne.
Seit 2022 ist der Schauspieler und Tänzerin Erwin Aljukic Vorstand des Sommerblut Kulturfestivals.
Die Zahl der teilnehmenden Spielstätten ist über die Jahre gewachsen. Wurde Sommerblut 2002 und 2003 noch ausschließlich im Theaterhaus und Limelight präsentiert, kamen später u. a. die Kölner Philharmonie, das Kölner Schauspiel, die KEC Halle Köln-Arena II, die KulturKirche, der Gürzenich, das Bürgerhaus Stollwerck und die Comedia hinzu. 2019 fand das Festival an 24 Spielorten im ganzen Stadtgebiet statt.

## Themen
Sommerblut hat nach eigenen Angaben einen gesellschaftspolitischen und emanzipatorischen Anspruch und sieht sich als besonders inklusives Kulturfestival, wobei der Inklusionsbegriff bewusst weit gefasst wird: Es geht um körperliche und kognitive Merkmale, Lebensformen, Wertesysteme, Traditionen, Glaubensrichtungen – all das, was die Identität eines jeden Menschen und den täglichen Diskurs in der Gesellschaft bestimme.
Sommerblut thematisiert die Situation von Minderheiten und gesellschaftlich benachteiligten Gruppen, wie Frauen, Homo- und Transsexuelle, Behinderte, Flüchtlinge, chronisch Kranke, Menschen anderer Hautfarbe oder mit von der Mehrheit abweichenden religiösen und weltanschaulichen Ansichten. „Sommerblut holt den Rand in die Mitte und bringt die Mitte zum Rand“, heißt es dazu auf der Webseite des Festivals.
Sommerblut stand unter anderem im Zeichen der Schwerpunktthemen „Körper“ (2018, u. a. mit dem Stück Antikörper), „Rausch“ (2017, u. a. mit Planet Heimat) sowie „Liebe“ (u. a. mit dem Stück Mydentity). 2019 hatte Sommerblut den Schwerpunkt „Glaube“, u. a. mit Eigenproduktionen wie City of Faith von Stefan Herrmann und Ensemble, der ÜberLebensPerformance Youtopia sowie Kraft und Beistand – einem Stück von und für Menschen mit chronischen Erkrankungen. Auch die Neuinterpretation von Der Kaufmann von Venedig in der Freiluftbühne des Odonien, das Frauen-Theaterstück Believe it – or not und das erstmals stattfindende Kölner Festival der Religionen griffen das Glaubensthema auf.
2022 mit dem Motto „Mach mal neu!“ modernisierte das Festival seinen öffentlichen Auftritt und rückte von den bisherigen Themenschwerpunkten ab. Der Fokus lag nun auf einem Motto. 2023 folgte „Geh dahin, wo die Angst ist“. Beide Ausgaben des Festival wurden im Schauspiel Köln eröffnet und verteilten sich über das gesamte Stadtgebiet Kölns mit Ausstellungen und Performances.

## Kontroverse um Beteiligung des „Pascha“ (2007)
Mit einem offenen Brief protestierten die Inhaber des Atelier-Theaters am 2. April 2007 gegen die erstmalige Einbindung des Pascha Nightclubs im Sommerblut-Festival. Das Pascha war Kölns bekanntestes Bordell, das in seinem Nachtclub in dieser Zeit auch kulturelle Veranstaltungen ausrichtete. In dem Brief hieß es, Veranstalter Rolf Emmerich ginge es nur um die „abgefahrene Location“. Die „Solidarität mit Prostituierten“ sei nur ein Vorwand. Für die „Pascha“-Betreiber sei das Bündnis ein Instrument zur kostenlosen Imagepflege, hieß es weiter.
Auf Druck der Öffentlichkeit und des Kooperationspartners WDR5 verlegte Veranstalter Rolf Emmerich eine Woche nach dem Protestbrief des Atelier-Theaters die Eröffnungsveranstaltung Wilde Nächte vom Pascha Nightclub in das Theaterhaus Köln. Weitere vier Veranstaltungen (mit Romy Haag, Lilo Wanders, Stella Ahangi, die Kutschallas) fanden wie geplant im Pascha Nightclub statt. Das Atelier-Theater gab sich mit der Verlegung des Eröffnungsprogramms zwar nicht zufrieden, nahm aber trotzdem weiterhin am Festival teil.

## Auszeichnungen
- 2007: Kölner Tanzpreis zusammen mit DIN A 13 Tanzkompanie für die Performance Sex Id
- 2012: Kölner Innovationspreis Behindertenpolitik für das Theaterprojekt zum Thema Demenz Anderland
- 2018: Nominierung für den Kölner Theaterpreis für das Theaterstück mit Suchtabhängigen Drugland
- 2019: Nominierung für den Kölner Theaterpreis für das Theaterstück mit Jugendlichen Youtopia

## Bisherige Termine und Künstler
16. Juni – 5. Juli 2002
- Veranstaltungen: 13, u. a. Tim Fischer, Kommando Rothenberger, Janice Perry, Kordula Völker, Caspar & Bianca, Charles Ripley
- Zuschauer: 2.000

26. Juni – 11. Juli 2003
- Veranstaltungen: 16, u. a. Pe Werner, Maren Kroymann, die Geschwister Pfister, dem Kommando Rothenberger, Malediva, Gayle Tufts, Rainer Bielfeldt
- Zuschauer: 5.000

9. Juni – 17. Juli 2004
- Veranstaltungen: 25, u. a. Antony and the Johnsons, Désirée Nick, Tim Fischer, Georgette Dee, Lilo Wanders, Ursula West, Kommando Rothenberger
- Zuschauer: 6.500

19. Juni – 10. Juli 2005
- Veranstaltungen: 28, u. a. Georgette Dee, Hermes Phettberg, Mirjam Müntefering, MännerKulturen, Barbara Kuster, Robert Kreis, Stefan Stoppok, Bettina Böttinger, Anka Zink, Isabel Varell, Coco Camelle
- Zuschauer: 8.000

18. Mai – 8. Juni 2006
- Veranstaltungen: 52, u. a. Tim Fischer, Georgette Dee, Katharina Thalbach, Christine Westermann, Gerburg Jahnke, Irmgard Knef, Konrad Beikircher, Gustav Peter Wöhler, Knacki Deuser, Beate Rademacher, Barbara Kuster, Rainer Bielfeldt, Christian Überschall
- Zuschauer: über 10.000

16. Mai – 11. Juni 2007
- Veranstaltungen: 62, u. a. Georgette Dee, Dirk Bach, Désirée Nick, Herbert Feuerstein, Claude-Oliver Rudolph, Doris Kunstmann, Robert Kreis, Clueso, Jan Plewka, Anka Zink, Romy Haag, Hella von Sinnen, Rainer Bielfeldt, Lilo Wanders, Ulla Meinecke, Christine Westermann, Barbara Kuster, Ralph Morgenstern, Manes Meckenstock, Knacki Deuser, Mouron, Terry Truck, Telmo Pires

2008
- 120 Veranstaltungen an 25 Veranstaltungsorten, 20.000 Besucher

2009
- 150 Veranstaltungen an 40 Veranstaltungsorten, 23.000 Besucher

2010
- 150 Veranstaltungen an 45 Veranstaltungsorten, 20.000 Besucher.

2011
- 120 Veranstaltungen an 35 Veranstaltungsorten, 18.000 Besucher.

2012
- Themenschwerpunkt DEMENZ (60 Veranstaltungen an 25 Veranstaltungsorten, 12.000 Besucher)

2013
- Themenschwerpunkt FLUCHT (70 Veranstaltungen an 40 Veranstaltungsorten, 11.000 Besucher)

2014
- Themenschwerpunkt TABU (80 Veranstaltungen an 35 Veranstaltungsorten, 12.000 Besucher)

2015
- Themenschwerpunkt GELD (80 Veranstaltungen an 30 Veranstaltungsorten, 11.000 Besucher)

2016
- Themenschwerpunkt LIEBE (80 Veranstaltungen an 35 Veranstaltungsorten, 15.000 Besucher)

2017
- Themenschwerpunkt RAUSCH (38 Veranstaltungen an 24 Veranstaltungsorten, 10.000 Besucher)

2018
- Themenschwerpunkt KÖRPER (31 Veranstaltungen an 24 Veranstaltungsorten, 6.000 Besucher)

2019
- Themenschwerpunkt GLAUBE (35 Veranstaltungen an 24 Veranstaltungsorten, 13.500 Besucher)

6. Mai – 22. Mai 2022
- Themenschwerpunkt MACH MAL NEU (63 Veranstaltungen an 13 Veranstaltungsorten, 7000 Besucher)

6. Mai – 24. Mai 2023
- Themenschwerpunkt GEH DAHIN, WO DIE ANGST IST (58 Veranstaltungen an 12 Veranstaltungsorten, 8000 Besucher)

4. Mai  – 20. Mai 2024
- Themenschwerpunkt Eat the borders